# Syrphoctonus arizonensis
Syrphoctonus arizonensis là một loài tò vò trong họ Ichneumonidae.